# 美国叛徒：轴心莎莉的审判
《美国叛徒：轴心莎莉的审判》（英語：American Traitor: The Trial of Axis Sally）是一部2021年公映的美国剧情片，由麦克·鲍力施执导并由万斯·欧文（Vance Owen）和达里尔·希克斯（Darryl Hicks）联合编剧。本片改编自威廉·欧文（William E. Owen）所著《轴心莎莉的机密》（Axis Sally Confidential）一书，讲述了美国歌手兼演员米尔德里德·吉拉尔斯的一生，她在第二次世界大战期间为德国向美军及其家属播送纳粹宣传性质的广播节目并劝说他们回家。这部电影由艾尔·帕西诺、梅多·威廉姆斯、斯文·泰梅尔、托马斯·克莱舒曼与米彻·佩勒吉共同出演。
《美国叛徒：轴心莎莉的审判》于2021年5月28日由垂直娱乐和红盒娱乐发行。

## 演员
| 角色                 | 饰演者          | 角色简介                                                    |
| -------------------- | --------------- | ----------------------------------------------------------- |
| 詹姆斯·劳克林        | 艾尔·帕西诺     | 米尔德里德·吉拉尔斯因叛国罪在美国受审时，他成为其代理律师。 |
| 米尔德里德·吉拉尔斯  | 梅多·威廉姆斯   |                                                             |
| 比利·欧文            | 斯文·泰梅尔     |                                                             |
| 约瑟夫·戈培尔        | 托马斯·克莱舒曼 | 纳粹宣传机器的负责人。                                      |
| 约翰·凯利            | 米彻·佩勒吉     | 吉拉尔斯叛国案中的检察官。                                  |
| 埃尔瓦               | 拉拉·肯特       |                                                             |
| 马克斯·奥托·科希维茨 | 卡斯滕·诺加德   |                                                             |
| 兰迪                 | 德鲁·泰勒       |                                                             |

## 反响评论
電影發行後獲得普遍負面的評價，爛番茄根據21條評論（3條好評，18條差評），總結新鮮度14%，平均分數3.7/10。Metacritic根據6條評論，獲得加權平均分數25分，被列為該站「2021年最差的15部電影」榜單中。